# Tarrafal de São Nicolau

Tarrafal de São Nicolau es una ciudad y un municipio caboverdiano situado en la isla de São Nicolau.

## Historia
Fue creado en 2005 cuando se dividió el extinto municipio de São Nicolau en dos. Posee también una importante industria pesquera y agricultura.

## Transportes

### Transporte marítimo
La ciudad posee el puerto más importante de la isla, que fue construido en el año 1991, y tiene un muelle de 137 metros de longitud con capacidad para 2 barcos. La profundidad del puerto varía entre los 3 y 7 metros.

## Organización territorial
Consta de una freguesia:
- São Francisco de Assis

La ciudad abarca los lugares y barrios de:
- Algodoeiro
- Alto Calheta
- Alto Fontaínhas
- Alto Saco
- Amarelo Pintado
- Campedrada
- Chã de Poça
- Chã de Telha
- Escada
- João Baptista
- Morrinho das Pedras
- Telha

## Demografía

### Municipio
| Gráfica de evolución demográfica de Tarrafal de São Nicolau entre 1980 y 2021 |
| |
| Población del municipio entre los años 1980 y 2010 según el censo de población de la página web Opendataforafrica.org. Población estimada según el Instituto Nacional de Estatística de Cabo Verde. Población según el resultado censal preliminar de 2021 del Instituto Nacional de Estatística de Cabo Verde según la página web citypopulation.de. |

### Ciudad
Gráfica demográfica de la ciudad de Tarrafal de São Nicolau:
| Gráfica de evolución demográfica de Tarrafal de São Nicolau entre 2010 y 2021 |
|                                                                               |